# Niedersächsisches Institut für Wirtschaftsforschung

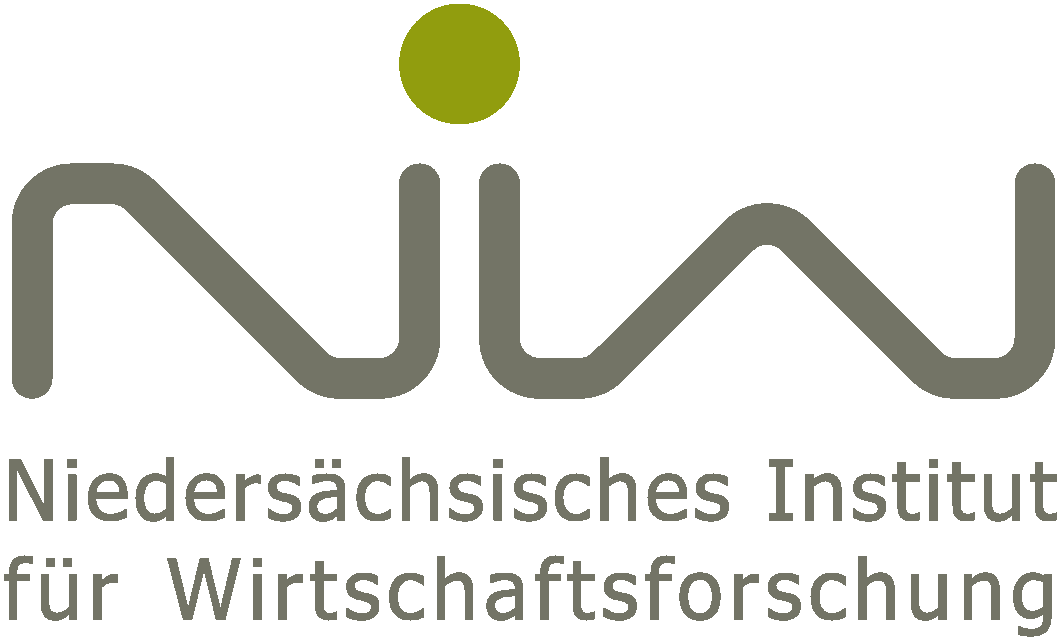
NIW-Logo

Das Niedersächsische Institut für Wirtschaftsforschung e.V. (NIW) mit Sitz in Hannover war ein gemeinnütziges Forschungsinstitut. Das 1981 gegründete Institut war Mitglied in der Arbeitsgemeinschaft deutscher wirtschaftswissenschaftlicher Forschungsinstitute. Es hat im Oktober 2016 seine Arbeit eingestellt.
Gründungsvorstand und erster wissenschaftlicher Leiter war Lothar Hübl. Von 1991 bis 2005 wurde das Institut vom früheren Präsidenten der Leibniz Universität Hannover, Ludwig Schätzl, geleitet. Anschließend übernahm Javier Revilla Diez den Institutsvorsitz. Von Oktober 2011 bis Juni 2016 war Stephan Lothar Thomsen wissenschaftlicher Leiter des NIW.
Das im Jahr 2016 gegründete Center für Wirtschaftspolitische Studien (CWS) des Instituts für Wirtschaftspolitik der Leibniz Universität Hannover bietet in seinem Tätigkeitsspektrum einen Teil der Forschungs- und Beratungsarbeiten des NIW an. 

## Aufgaben
Das NIW hat sich in seiner Arbeit aktuellen wirtschaftswissenschaftlichen und wirtschaftspolitischen Fragestellungen gewidmet. Ein Schwerpunkt und Alleinstellungsmerkmal waren die Beschreibung, Analyse und Bewertung der wirtschaftlichen Entwicklung des Landes Niedersachsen und seiner Regionen.
Die Arbeit des NIW gliederte sich in fünf Forschungsbereiche:
- Wettbewerbsfähigkeit, Strukturwandel und Branchen
- Bildung, Qualifikation, Arbeitsmarkt und Demographischer Wandel
- Regional- und Standortanalysen
- Evaluation politischer Interventionen
- Öffentliche Finanzen

Durch eine im Jahr 2010 begründete engere Kooperation mit der Leibniz Universität Hannover wurde das wissenschaftliche Profil und die wissenschaftliche Qualität des Instituts gestärkt. In diesem Zusammenhang wurden in den Folgejahren wissenschaftliche Qualifizierungsstellen (Promotion, Post-Doc) geschaffen und eine Reihe von Dissertationen von Mitarbeitern des Instituts verfasst. 